# Ізабелмонт
Ізабелмонт (пол. Izabelmont) — село на сході Польщі, у гміні Абрамів Любартівського повіту Люблінського воєводства.
Населення — 115 осіб (2011).
Розташоване на відстані 25 км від Любартова, і 33 км від Любліна, та 5 км на захід від Абрамува.

## Історія
У 1975—1998 роках село належало до Люблінського воєводства.

## Демографія
Демографічна структура станом на 31 березня 2011 року:
|          | Загалом | Допрацездатний вік | Працездатний вік | Постпрацездатний вік |
| -------- | ------- | ------------------ | ---------------- | -------------------- |
| Чоловіки | 54      | 10                 | 35               | 9                    |
| Жінки    | 61      | 10                 | 34               | 17                   |
| Разом    | 115     | 20                 | 69               | 26                   |